# Condado de Blount (Alabama)
El Condado de Blount es un condado de Alabama, Estados Unidos. Tiene una superficie de 1685 km² y una población de 51 024 habitantes (según el censo de 2000). La sede de condado es Oneonta.

## Geografía
Según la Oficina del Censo de los Estados Unidos el condado tiene un área total de 1685 km², de los cuales 1672 km² son de tierra y 13 km² de agua (0.77%).

### Principales autopistas
- Interstate 65
- U.S. Highway 31
- U.S. Highway 231
- U.S. Highway 278
- State Route 75
- State Route 79
- State Route 132
- State Route 160

### Condados adyacentes
- Condado de Marshall (Alabama) - noreste
- Condado de Etowah (Alabama) - este
- Condado de St. Clair (Alabama) - sureste
- Condado de Walker (Alabama) - suroeste
- Condado de Jefferson (Alabama) - suroeste
- Condado de Cullman (Alabama) - oeste

### Ciudades y pueblos
- Allgood
- Altoona (parcialmente - Parte de Altoona se encuentra en el Condado de Etowah)
- Blountsville
- Cleveland
- County Line (parcialmente - Parte de County Line se encuentra en el Condado de Jefferson)
- Garden City (parcialmente - Parte de Garden City se encuentra en el Condado de Cullman)
- Hayden
- Highland Lake
- Locust Fork
- Nectar
- Oneonta
- Rosa
- Smoke Rise
- Snead
- Susan Moore
- Warrior (parcialmente - Parte de Warrior se encuentra en el Condado de Jefferson)

## Demografía
| Población histórica Año Población ±% 1900 23 119 — 1910 21 456 −7.2 % 1920 25 538 +19.0 % 1930 28 020 +9.7 % 1940 29 490 +5.2 % 1950 28 975 −1.7 % 1960 25 449 −12.2 % 1970 26 853 +5.5 % 1980 36 459 +35.8 % 1990 39 248 +7.6 % 2000 51 024 +30.0 % |           |         |
| Población histórica |           |         |
| Año | Población | ±%      |
| 1900 | 23 119    | —       |
| 1910 | 21 456    | −7.2 %  |
| 1920 | 25 538    | +19.0 % |
| 1930 | 28 020    | +9.7 %  |
| 1940 | 29 490    | +5.2 %  |
| 1950 | 28 975    | −1.7 %  |
| 1960 | 25 449    | −12.2 % |
| 1970 | 26 853    | +5.5 %  |
| 1980 | 36 459    | +35.8 % |
| 1990 | 39 248    | +7.6 %  |
| 2000 | 51 024    | +30.0 % |